# 加賀丸いも
加賀丸いも（かがまるいも）は、石川県能美市と小松市特産の伝統野菜。ヤマノイモ科ヤマノイモ属ナガイモ（Dioscorea polystachya）の中でも、ツクネイモ群と呼ばれる品種群の一種。

## 概要

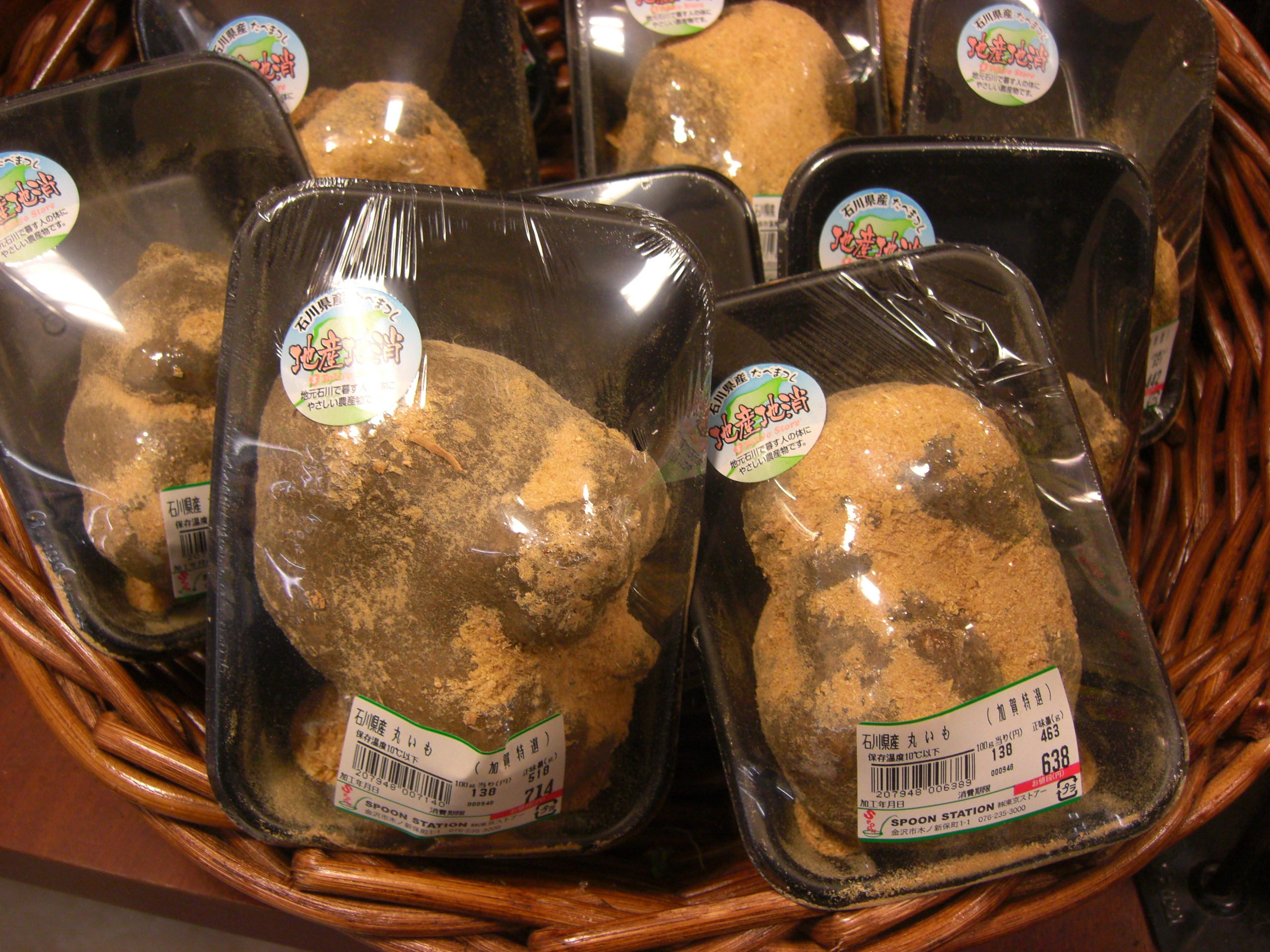
加賀丸いも

能美市と小松市の一部という限られた地域で栽培される貴重な作物で、できのよいものはソフトボールのような大きさで丸い形が特徴である。すりおろすと強い粘りがあり、その独特の食感と味わいで人気が高く、高級料亭や贈答品、和菓子などの加工品に利用されている。
発祥は大正年間にこの地方の2人の人物が、伊勢神宮参拝の際に食べた伊勢いもを持ち帰って栽培したこととされる（他説もあり）。1934年に手取川が氾濫した際に畑に川砂が混入し
て以来、徐々にいもの形が丸くなった。1950年代前半（昭和20年代後半）までは単に「やまのいも」の名称で出荷・販売されていたが、その後「加賀丸いも」の名称が付けられた。